# Farkas Sándor (zenetanár)
Farkas Sándor (Székelykeresztúr, 1931. november 24. – Budapest, 2012. augusztus 17.) zenetanár.

## Életútja
Édesapja Farkas Sándor orvos. Székelykeresztúron az Unitárius Gimnáziumban végezte tanulmányait, majd Kolozsváron a Zeneakadémiát. Kezdetben a székelyudvarhelyi tanítóképzőben tanított, később a székelyudvarhelyi zeneiskolában lett zenetanár. 
Folyamatosan jelentek meg a kultúrával kapcsolatos írásai különböző folyóiratokban, zenetudományi művekben, többek között tanulmányt publikált az Utunk Kodályhoz c. könyvben.
Önálló könyve Székelyudvarhely zenei múltjából címmel jelent meg, amely zenetörténeti mű tudományos igénnyel mutatja be szeretett városa elmúlt másfél évszázadának zenei életét. 
A marosvásárhelyi, majd a szolnoki rádió után a Petőfi Rádióban is műsort készített „Könnyűzenei Kaleidoszkóp” címen. Gazdag életpályáján elsősorban is tanított és nevelt – iskolában és magándiákjai is voltak. Szerette és művelte a dzsesszt, valamint rádióadásokat készített, és cikkeket írt. Magas szintű kulturális, irodalmi és képzőművészeti ismeretekkel rendelkezett, és folyamatosan jelentek meg cikkei könyvekben és folyóiratokban, helyi lapokban. A Zenetudományi Dolgozatok 1985-ös száma említi a nevét és egyik írását.
1987-ben Magyarországra telepedett át családjával. 56 éves korában kezdett új életet. Az albertirsai zeneiskolában tanított nyugdíjazásáig. Nyugdíjas korában, a kilencvenes évek második felében a kántori teendőket is elvégezte a budapesti unitárius templomban. 
Idős korában az Ódry Árpád Művészotthonba került. Itt fejezte be életét 2012. augusztus 17-én. Temetésére 2012. szeptember 18-én került sor az Újköztemetőben.